# Krisna Bayu
Krisna Bayu (ur. 24 grudnia 1974) – indonezyjski judoka. Trzykrotny olimpijczyk. Zajął trzynaste miejsce w Sydney 2000, 21. w Atlancie 1996 i opadł w eliminacjach w Atenach 2004. Walczył w wadze średniej.
Uczestnik mistrzostw świata w 1995 i 2001. Startował w Pucharze Świata w 1997. Siódmy na igrzyskach azjatyckich w 2006. Brązowy medalista mistrzostw Azji w 2004. Triumfator igrzysk Azji Południowo-Wschodniej w 2001, 2003 i 2009; drugi w 2007; trzeci w 2011 roku.

## Letnie Igrzyska Olimpijskie 1996
| Konkurencja | Eliminacje          | Klas. końcowa |
| Konkurencja | Przeciwnik I        | Miejsce       |
| ----------- | ------------------- | ------------- |
| 86 kg       | León Villar (ESP) P | 21.           |

## Letnie Igrzyska Olimpijskie 2000
| Konkurencja | Eliminacje              | Repasaże                  | Klas. końcowa |
| Konkurencja | Przeciwnik I            | Przeciwnik I              | Miejsce       |
| ----------- | ----------------------- | ------------------------- | ------------- |
| 90 kg       | Carlos Honorato (BRA) P | Fernando González (ESP) P | 13.           |

## Letnie Igrzyska Olimpijskie 2004
| Konkurencja | Eliminacje                      | Klas. końcowa |
| Konkurencja | Przeciwnik I                    | Miejsce       |
| ----------- | ------------------------------- | ------------- |
| 90 kg       | Cend-Ajuuszijn Oczirbat (MGL) P | 1 runda       |